# Cinzia Bruno
 (juin 2025).
Si vous disposez d'ouvrages ou d'articles de référence ou si vous connaissez des sites web de qualité traitant du thème abordé ici, merci de compléter l'article en donnant les références utiles à sa vérifiabilité et en les liant à la section « Notes et références ».
Cinzia Bruno, née à Rome le 20 mai 1957, est une actrice italienne.

## Biographie
Cinzia Bruno commence sa carrière d'actrice à l'âge de 3 ans : pendant son enfance, elle participe en costume à des films comme Les Vikings attaquent, Hercule, Samson et Ulysse, Samson contre le corsaire noir ; on la voit aussi dans Une vie difficile avec Alberto Sordi et l'année suivante, comme la fille du même acteur dans Mafioso.
Elle est aussi au petit écran dans des miniséries télévisées comme I miserabili, La cittadella, Questa sera parla Mark Twain. On la voit ensuite dans des films comme Le Baiser d'une morte, Meurtre à l'italienne, La Police au service du citoyen, L'etrusco uccide ancora, Le Profiteur. 
A la télévision, elle joue dans de nombreuses comédies et mniséries, elle assure aussi le doublage de films étrangers et intervient à la radio, dans bon nombre des séries de la Rai, diffusées les matins pendant un quart d'heure. 
En 1990, à cause d'un souci aux cordes vocales, elle abandonne son activité artistique et se donne au tourisme, dans une agence de voyage.

## Filmographie partielle

### Cinéma
- 1961 : Le Glaive du conquérant (Rosmunda e Alboino), de Carlo Campogalliani
- 1961 : Une vie difficile (Una vita difficile), de Dino Risi
- 1962 : Mafioso, d'Alberto Lattuada
- 1962 : Les Vikings attaquent (I normanni), de Giuseppe Vari
- 1963 : Hercule, Samson et Ulysse (Ercole sfida Sansone), de Pietro Francisci
- 1964 : Samson contre le corsaire noir (Sansone contro il corsaro nero), de Luigi Capuano
- 1964 : Soldati e caporali (it), de Mario Amendola : Anna Maria
- 1965 : L'Extase et l'Agonie (The Agony and the Ecstasy), de Carol Reed
- 1965 : Meurtre à l'italienne - sketch Giochi acerbi, de Gianni Puccini
- 1969 : La scoperta (it)), d'Elio Piccon (it)
- 1970 : Le Jardin des Finzi-Contini (Il giardino dei Finzi Contini), de Vittorio De Sica : Micòl jeune
- 1972 : L'etrusco uccide ancora, d'Armando Crispino : petite amie du motocycliste
- 1973 : La Police au service du citoyen (La polizia è al servizio del cittadino?), de Romolo Guerrieri
- 1973 : Si, si, mon colonel (Un ufficiale non si arrende mai, nemmeno di fronte all'evidenza. Firmato Colonnello Buttiglione) de Mino Guerrini : Barbara Buttiglione
- 1973 : Saint Michel avait un coq (San Michele aveva un gallo), de Paolo e Vittorio Taviani
- 1974 : Le Profiteur (Il saprofita), de Sergio Nasca : Brunilde Bezzi
- 1974 : Le Baiser d'une morte (Il bacio di una morta), de Carlo Infascelli
- 1976 : San sha ben tan xiao fu xing (it), de See-Yuen Ng : Maria

### Télévision
- 1964 : I miserabili (it), de Sandro Bolchi
- 1964 : La cittadella (it), d'Anton Giulio Majano
- 1965 : David Copperfield (it), d'Anton Giulio Majano
- 1965 : Questa sera parla Mark Twain, épisode Il Disco Rosso, de Daniele D'Anza

## Théâtre
- 1966 : La piccola fiammiferaia, mise en scène de Marco Visconti
- 1993 : Il cavadenti indiano, mise en scène de Riccardo Cavallo
- 1998 : Gente di Dublino, mis en scène de Riccardo Cavallo